# PREPARE
PREPARE — це абревіатура Платформи Європейського Союзу щодо готовності до (повторних) епідемій (англ. Platform for European Preparedness Against (Re-)emerging Epidemics). Координатором цієї платформи є професор Герман Гуссенс з Антверпенського університету. Заступником координатора платформи є Менно де Йонг з медичного центру Амстердамського університету. Ця європейська платформа, в якій разом працюють численні агентства, спрощує реакцію Європейського Союзу на конкретну ситуацію. У ній використовуються ресурси як первинної, так і вторинної медичної допомоги для виявлення випадків із потенційним ризиком пандемії. Платформа також швидко розгортає динамічні дослідницькі групи, які мають розподіляти ресурси по Європі, щоб зменшити вплив повторюваних епідемій на систему охорони здоров'я, інфраструктуру та економічну цілісність Європи. PREPARE забезпечує інфраструктуру, координацію та інтеграцію існуючих клінічних досліджень у соціальних і лікарняних умовах під час епідемій і пандемій. PREPARE було введено в дію 31 грудня 2019 року, серед іншого, у відповідь на спалах коронавірусу SARS-CoV-2, який спричинив COVID-19. З лютого 2020 року роботи проводились у режимі реагування на спалах 2 рівня (мобілізація), другому рівні з трьох загалом.